# Пентацен
Пентацен — полициклический ароматический углеводород, молекула которого состоит из 5 выстроенных в линию конденсированных бензольных колец. Представитель аценов. В 2009 году была получена детальная химическая структура молекулы с помощью сканирующего атомно-силового микроскопа. Во время съёмки лежащая на поверхности молекула находилась при температуре 5 K в сверхвысоком вакууме. Используется в качестве полупроводника в пластиковых микросхемах.